# Synagoga Icchaka Hersza Jahrmana w Warszawie

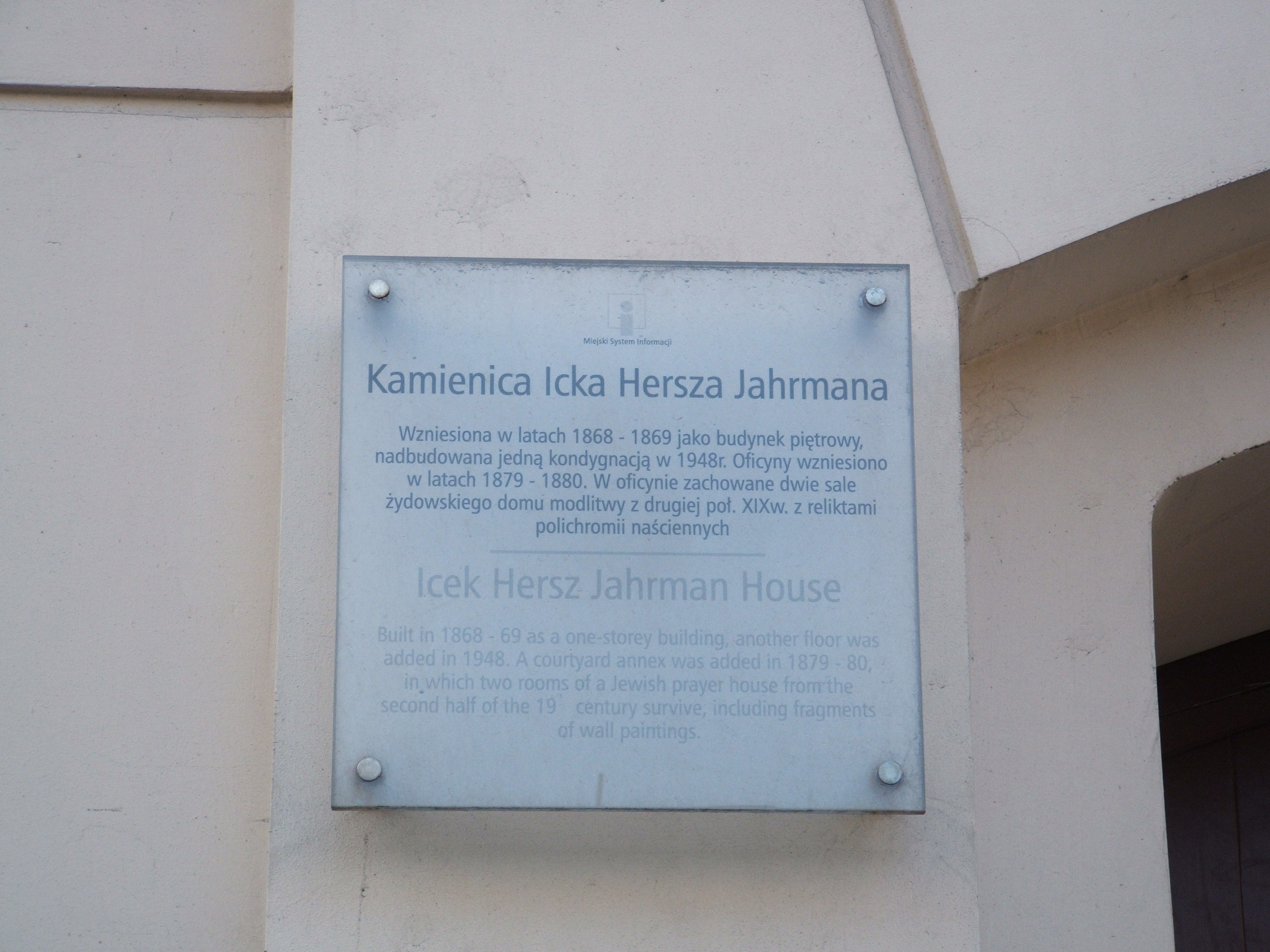
Tablica MSI na budynku

Synagoga Icchaka Hersza Jahrmana w Warszawie – dom modlitwy znajdujący się w Warszawie, na parterze oficyny kamienicy przy ulicy Ząbkowskiej 11. W jego wnętrzu znajdują się jedne z dwóch zachowanych malowideł synagogalnych na Mazowszu.

## Historia
Synagoga została zbudowana po 1880 roku z inicjatywy i funduszy właściciela kamienicy - Icchaka Hersza Jahrmana. Podczas II wojny światowej Niemcy zdewastowali synagogę. Po zakończeniu wojny w jej wnętrzu urządzono zakład stolarski. Przez wiele lat nie wiedziano o dawnym przeznaczeniu obiektu.
W 2000 roku pomieszczenia po modlitewni zostały opuszczone przez zakład stolarski, co dało możliwość ich przeszukania. Jeden z dawnych mieszkańców domu przy Ząbkowskiej potwierdził, że w końcu lat 30. XX wieku do pomieszczeń w oficynie przychodziły grupy charakterystycznie ubranych ortodoksyjnych Żydów.
Latem 2000 roku Janusz Sujecki z Zespołu Opiekunów Kulturowego Dziedzictwa Warszawy odkrył we wnętrzach domu modlitwy pozostałości polichromii, która zachowała się na ścianach i suficie. Wkrótce na prośbę Gminy Wyznaniowej Żydowskiej w Warszawie administracja wycofała lokal z obrotu mieszkaniami i zabiła jego okna deskami.
18 stycznia 2002 roku pomieszczenia modlitewni zostały wynajęte przez gminę Warszawa-Centrum Fundacji Cmentarza Żydowskiego „Gęsia”, zajmującej się ratowaniem żydowskich zabytków w Polsce. Planowano w niej urządzić bibliotekę judaistyczną. Ze względu na brak środków finansowych planów jednak nie zrealizowano. Obecnie modlitewnia pozostaje nieużytkowana.
Jest obecnie jedną z nielicznych warszawskich synagog, która przetrwała wojnę. Oprócz budynku oraz resztek polichromii naściennych, z dawnego wyposażenia nie zachowało się nic, co mogłoby wskazywać na jej dawny charakter.